# Biston bengaliaria
Biston bengaliaria es una especie de polilla de la familia Geometridae. La especie fue descrita por primera vez por Achille Guenée en 1858 y se puede encontrar distribuido en India.